# Ernst Wolfgang Behrisch
Ernst Wolfgang Behrisch (* 1738 bei Dresden; † 21. Oktober 1809 in Dessau) war ein deutscher Hofmeister und Jugendfreund Goethes.
Als Sohn des kursächsischen Hofrats Wolfgang Albrecht Behrisch geboren, studierte er in Leipzig von 1765 bis 1767 und wurde danach Hofmeister im Hause des Grafen von Lindenau.
In dieser Zeit begegnete Behrisch Goethe im Gasthof des Christoph Gottlieb Schönkopf, wo Goethe mittags speiste und sich in die Wirtstochter, Käthchen Schönkopf, verliebte. Zwischen Behrisch und Goethe entstand eine enge Freundschaft. Der elf Jahre ältere Behrisch wurde Goethes Mentor und „Seelenführer“ (Rüdiger Safranski), der auf Goethes dichterische und menschliche Entwicklung in jenen Jahren einen entscheidenden Einfluss ausübte.
Zwischen ihm und Goethe entwickelte sich ein reger Briefwechsel, nachdem Behrisch im Herbst 1767 die Leipziger Hofmeisterstelle verlassen hatte und nach Dessau übergesiedelt war. Auf Gellerts Empfehlung wurde er dort zum Erzieher Franz von Waldersees und bald darauf auch des Erbprinzen von Anhalt-Dessau. Am Dessauer Hof wurde Behrisch ein hochgeachteter Mann, dem Fürsten ein geistvoller Gesellschafter und geliebt von seinen beiden Zöglingen.

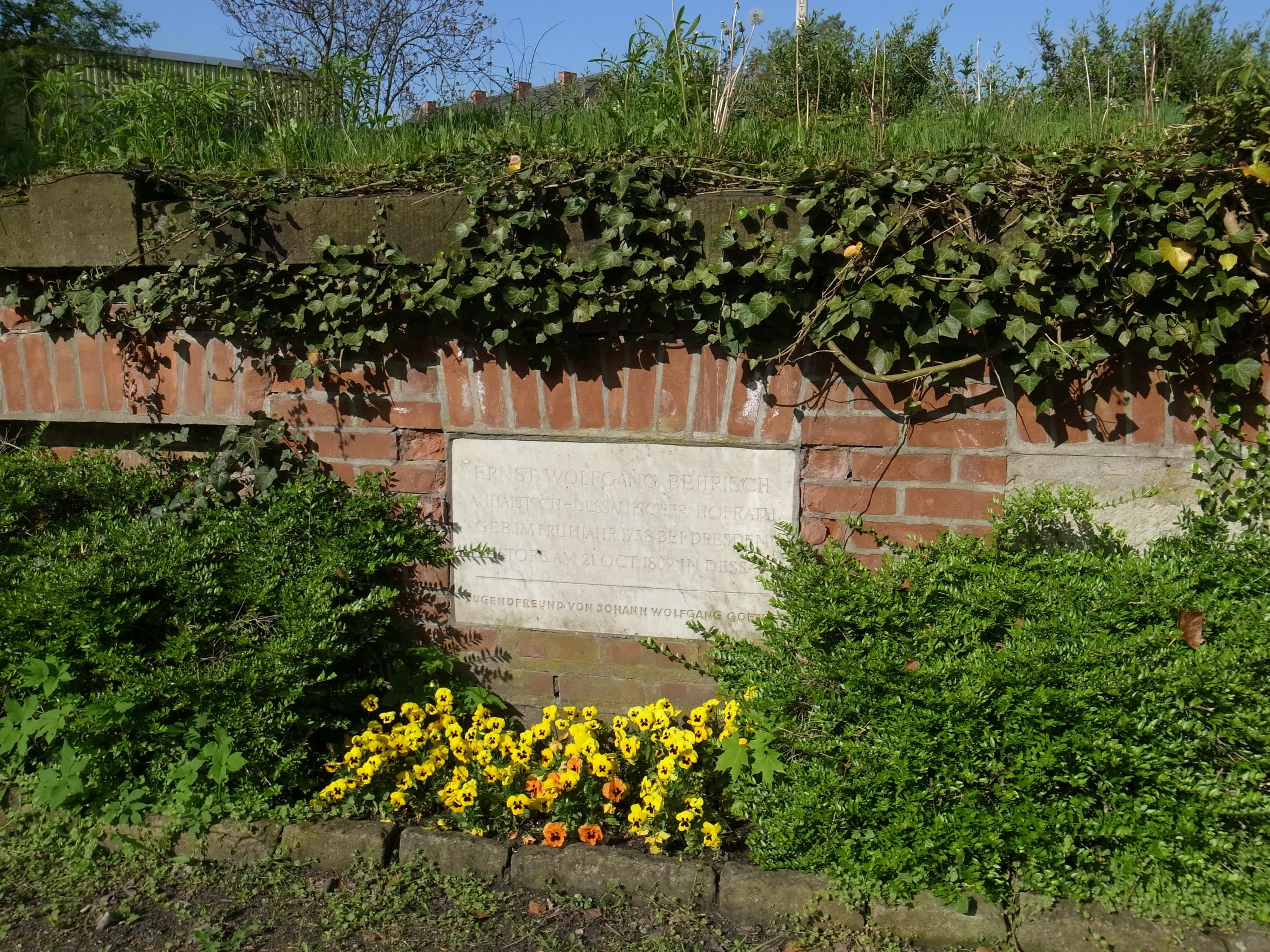
Ruhestätte auf dem neuen Begräbnisplatz in Dessau

Behrischs „Abscheu gegen Gedrucktes und Gedrucktwerden“ und seinem Kult der „Kalligraphie“ ist eine Sammlung von 19 in Schönschrift geschriebenen Gedichten mit dem Titel Annette zu verdanken, die Behrisch  aus den ihm von Goethe zugesandten Gedichten zusammengestellt hat.